# Liste des chapitres des Enquêtes de Kindaichi
La liste des chapitres de Les Enquêtes de Kindaichi est coupée en deux articles :
- La 1re partie traite des tomes compris dans les séries File, Short File et Case ;
- La 2de partie traite des tomes compris dans les séries NEW, 20e Anniversaire, R - Le Retour et 37 ans.